# Łama (rzeka w Kraju Krasnojarskim)
Łama (ros. Лама, też: Łamoczen, Ламочен) – krótka rzeka w azjatyckiej części Rosji w Kraju Krasnojarskim. Łączy syberyjskie jeziora: Łama oraz Miełkoje. Jej długość wynosi, według różnych źródeł, 17 lub 18 km, szerokość waha się od 250 do 1800 m.
Nazwa rzeki związana jest z nazwą jeziora, która pochodzi prawdopodobnie od tunguskiego słowa laamu, oznaczającego „ocean” lub „morze”, lub od ewenkijskiego lamu („morze, wielka woda”).